# Алиев, Тамерлан Азиз оглы
Алиев, Тамерлан Азиз оглы (3 октября 1921 — 7 апреля 1997) — заслуженный деятель науки Азербайджана, эндокринолог, главный терапевт Министерства здравоохранения Азербайджана, лауреат Государственной премии, доктор медицинских наук, профессор.

## Биография
Тамерлан Алиев родился 3 октября 1921 года в селе Шахтахты Нахичеванской области, в семье видного государственного деятеля и ученого Азиза Алиева. Когда Тамерлану едва исполнилось 2 года, в мае 1923 года, его семья переехала в Баку. В то время студент второго курса Санкт-Петербургской медицинской академии Азиз Алиев, в связи с переездом вынужден был прервать свое обучение в России и продолжить свое высшее медицинское образование в Баку. Тамерлан Алиев вырос и провел всю свою последующую жизнь в Баку.
В 1929 г. пошел в начальную школу № 3 города Баку, затем продолжил образование в средней общеобразовательной школе номер 176. С отличием окончив школу в 1940 г, по правилам того времени был освобожден от вступительных экзаменов и поступил на лечебно-профилактический факультет Азербайджанского государственного медицинского института. Будучи сталинским стипендиатом Тамерлан Алиев за заслуги в области образования и общественной деятельности был награждён редкой в то время высокой наградой — орденом Почета Верховного Совета Азербайджанской ССР.
Тамерлан Алиев скончался 7 апреля 1997 года и был похоронен в Баку, на Аллее почетного захоронения.

### Семья
- Отец Азиз Алиев — заслуженный врач Азербайджанской ССР, председатель Верховного Совета Азербайджанской ССР, 1-й секретарь Дагестанского областного комитета ВКП(б),[3] секретарь Президиума Верховного Совета Азербайджанской ССР, депутат Верховного Совета СССР.[4]
- Мать —Лейла Джаббар кызы Аббасова
- Брат Джамиль Азиз оглы Алиев (род. 30.03.1946) — онколог, доктор медицинских наук, профессор, заслуженный деятель науки, директор Республиканского национального центра онкологии, академик Российского ТЭА и Национальной академии наук Азербайджана, действительный член НАН Азербайджана.[5]
- Старшая сестра Алиева Зарифа Азиз кызы (28 апреля 1923 — 15 апреля 1985) — врач-офтальмолог, академик Академии наук Азербайджанской ССР, профессор. Супруга Гейдара Алиева, ставшего в дальнейшем третьим президентом Азербайджана, и мать четвёртого президента Азербайджана Ильхама Алиева.
- Младшая сестра Алиева Гюляра Азиз кызы (17 ноября 1933 — 27 июля 1991) — советская азербайджанская пианистка, заслуженный деятель искусств Азербайджанской ССР, кандидат искусствоведения.
- Дочь Алиева Тамфира Тамерлан кызы — профессор, возглавляла Ассоциацию эндокринологии, диабетологии и терапевтического обучения Азербайджанской Республики. Скончалась 28 марта 2025 г.

## Деятельность

### Медицинская деятельность
Так как в годы войны срок обучения в Азербайджанском государственном медицинском институте был сокращен до 4 лет, Тамерлан Алиев уже в 1944 году окончил институт и приступил к трудовой деятельности. Ещё учась на последнем курсе в сентябре 1943 года он уже работал эпидемиологом в Научно-исследовательском институте эпидемиологии и микробиологии в Баку. В 1944 г работал ассистентом на кафедре микробиологии Азербайджанского государственного медицинского института. С 1945 года молодой выпускник работал на кафедре внутренних болезней лечебно-профилактического факультета АМИ — сначала в должности клинического ординатора, затем ассистента, доцента, профессора и заведующего кафедрой. Вся его последующая деятельность была связана с Азербайджанским медицинским университетом.
В 1975 году Т. Алиев создал в Бакинской городской клинической больнице № 4 эндокринологическое отделение. В то время по инициативе профессора Алиева впервые в Азербайджанской Республике при кафедре внутренних болезней было создано отделение интенсивной кардиологии, организовано отделение реанимации и интенсивной терапии, отделение функциональной диагностики. По инициативе ученого впервые в бывшем СССР в Городской клинической больнице № 4 г. Баку были организованы дистанционная диагностика, неотложная помощь и интенсивная терапия больных инфарктом миокарда и сахарным диабетом, что привело к снижению смертности от этих заболеваний в республике.
Тамерлан Алиев был избран членом Правления Всесоюзного научного общества эндокринологов, кардиологов и нефрологов СССР.
По инициативе Т. Алиева был построен и приступил к деятельности Научно-исследовательский институт кардиологии имени академика Д. М. Абдуллаева Министерства здравоохранения Азербайджанской Республики.

### Научная карьера
- В начале 1950-х годов Тамерлан Алиев изучал азербайджанские курортные факторы, в том числе лечебные воды Истису и Дарыдаг.
- В 1954 году защитил кандидатскую диссертацию на тему «Характеристика изменения иммунной реактивности организма животных под воздействием нафталанской нефти».
- В 1969 году профессор Т. Алиев, защитив докторскую диссертацию на тему «Состояние периферических сосудов у больных с различными формами сахарного диабета; некоторые показатели метаболизма и свертывания крови», получил научную степень доктора медицинских наук.[1]
- В 1970 году Высшая аттестационная комиссия СССР утвердила его в звании профессора.

Под научным руководством Тамерлана Алиева были защищены 5 докторских и 25 кандидатских диссертаций.
Профессор Т. Алиев является автором более 250 научных трудов, в том числе 12 монографий, учебников и учебных пособий, а также многочисленных научно-общественных статей.

#### Книги
- Клинико-диагностические лабораторные исследовательские методы (1974)
- Подробные сведения о сахарном диабете (1977)
- Методы биохимического исследования (1979)
- Сахарный диабет (1979)
- Предиабет (1982)
- Нарушение карбогидратного обмена и ишемическая болезнь сердца (1983)
- Нарушение кровообращения при сахарном диабете и его регулирование (1985)
- Эндокринология (1993)

Тамерлан Алиев неоднократно выступал с новаторскими лекциями на научных конференциях, проводимых в США, Франции, Великобритании, Германии, Канаде, Швейцарии, Финляндии и др. зарубежных странах.

## Награды[8]
- Заслуженный деятель науки Азербайджана
- Орден «Знак Почёта»
- Орден Октябрьской Революции
- Лауреат Государственной премии Азербайджанской ССР
- Золотая медаль ВДНХ СССР
- Значок «Отличнику здравоохранения»
- Орден Почета Верховного Совета Азербайджанской ССР
- Сертификаты Государственного комитета по изобретениям и открытиям при ГКНТ СССР